# Nahal Barak

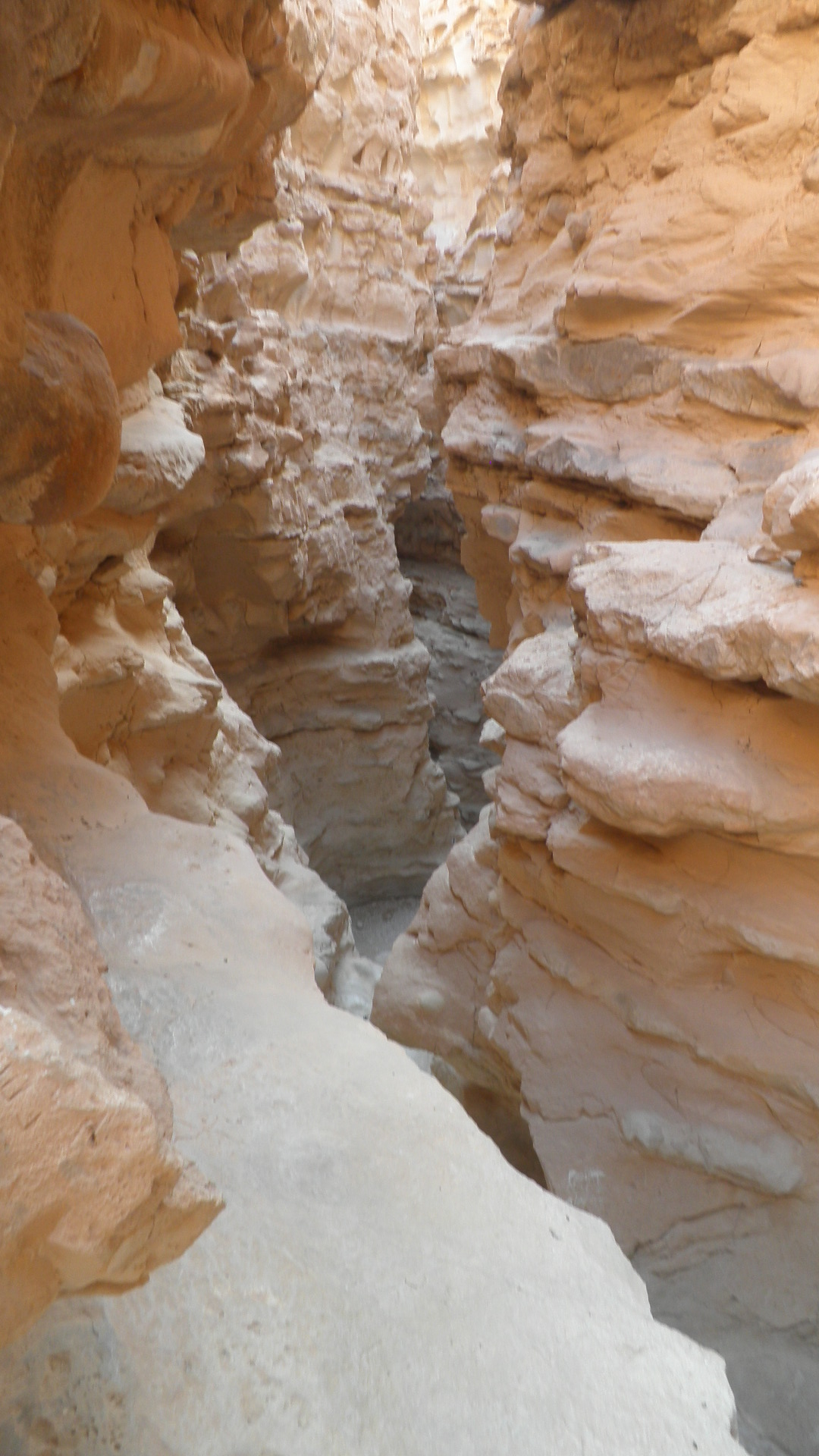
Canionul Nahal Barak

Nahal Barak (în ebraică נחל ברק), cunoscut și sub numele de Cheile Barakului sau râul Barak, este un curs de apă intermitent și canion în Deșertul Arava din Districtul de Sud israelian. Când este inundat, Nahal Barak face parte din rețeaua de pâraie care drenează deșertul Negev. Pârâul în sine are o lungime de 18 km și curge în direcția generală spre Nahal HaArava,care, la rândul său, se varsă spre nord în capătul cel mai sudic al Mării Moarte. Pârâul străbate calcarul pentru a forma defileul, care este cunoscut sub numele de Canionul Alb. Există mai multe opțiuni de drumeții la defileul Barak, inclusiv un tur.